# Björn III di Svezia
Björn Eriksson (Gamla Uppsala, ... – ...; fl. X secolo) è stato un re semi-leggendario svedese.
Le discordanze tra le fonti si potrebbero conciliare ipotizzando che in questa figura confluiscano due regnanti storici, il primo che regnò circa alla fine IX secolo, un secondo che regnò (o perlomeno visse, senza salire al trono) verso la metà del X secolo.

## Ricostruzione storica

### Saghe
Secondo la saga di Hervör e il Landnámabók era figlio di un Eric che combatté contro Harald Bellachioma e regnò dopo i due fratelli Björn at Haugi e Anund Uppsale:
(saga di Hervör, cap. 16)
Nella Saga di Sant'Olaf, nella versione contenuta nella Heimskringla di Snorri Sturluson, Þorgnýr il Lögsögumaður riporta:
(Saga Separata di Sant'Olaf, parte III, il discorso di Þorgnýr)
Il Landnámabók ci informa che Erik Anundsson e suo figlio Björn regnarono in contemporanea a Papa Adriano II e Papa Giovanni VIII, quindi nel periodo 867-883.

### Cronache cristiane e discordanze
Nella Vita Ansgarii di Remberto di Brema, si menziona un Bern (Björn at Haugi) re di Birka (città nei domini svedesi) incontrato nel viaggio di san Anscario del 827-829. Durante la seconda visita missionaria di san Anscario, nel 852, re Björn era deceduto ed era recentemente salito al trono re Olaf.
Il Gesta Hammaburgensis di Adamo da Brema riporta che, quando l'arcivescovo Unni arrivò a Birka nel 935 or 936,  regnava un certo Ring.
La cronologia dei re svedesi proposta da Adamo, non coincide con quella della saga di Hervör:
(Adamo da Brema, Gesta Hammaburgensis - LibroI, Cap. VXIII )
Successivamente indica Eric il Vittorioso come il successore di Emund Eriksson nel 970, senza specificare altro (si potrebbe ipotizzare che fosse un suo zio o cugino).
Causa le età, è comunque inverosimile che la figura del padre di Erik il Vittorioso coincida con il figlio di Erik Anundsson, anch'egli di nome Björn, in quanto Erik Anundsson morì attorno al 882 e quindi Björn avrebbe dovuto regnare per oltre 70 anni (che aumentano ad oltre 80 anni considerando quanto riportato nel Landnámabók), in un periodo in cui la vita media era molto breve. Circa un secolo e mezzo dopo Emund il Vecchio si guadagnò tale soprannome in quanto visse fino all'età di 50 anni.
Data la ampia diffusione in quel periodo dei nomi Erik e Bjorn, si potrebbe ipotizzare che fosse una figura distinta, figlio del successivo re Erik Ringsson e fratello di re Emund predecessore di Erik il Vittorioso.
Una possibile ricostruzione della successione dei sovrani di Svezia tra Erik Anundsson ed Erik il Vittorioso potrebbe essere la seguente:
| Periodo di regno | Nome                | Note                                        |
| ---------------- | ------------------- | ------------------------------------------- |
| c. 862 – c. 882  | Erik Anundsson      | forse Erik Weatherhat, regnante dopo il 860 |
| c .882 – c. 932  | Bjorn Eriksson      | regnante attorno all'883                    |
| c. 932– c. 940   | Ring                | regnate attorno al 935                      |
| c. 940 – c. 950  | (Erik Ringsson)     | possibile padre di Emund e Björn            |
| c .950 – c. ?    | Bjorn Eriksson      | padre di Erik il Vittorioso                 |
| ? – 970          | Emund Eriksson      | possibile fratello di Bjorn Eriksson        |
| 970 – 975        | Olof (II) Björnsson | in diarchia col fratello Eric il Vittorioso |

Anche secondo questa ipotesi di due omonimi distinti, del "Bjorn padre di Erik il Vittorioso" non si sa se abbia regnato assieme al fratello Emund Eriksson, da solo, o se non sia mai salito al trono. A volte è indicato come Björn III, tuttavia la numerazione dei sovrani svedesi fu ideata oltre sei secoli dopo ai tempi di re Erik Vasa, con ovvi problemi di affidabilità.
Altri studiosi (es. Stewart Baldwin) propongono genealogie un poco più elaborate, con la presenza di due ulteriori re Anund/Edmund, distinti sia da Anund Uppsale che da Amund Jacob.